# Linda Linda Linda
Linda Linda Linda är en japansk film från 2005, regisserad av Nobuhiro Yamashita. Filmens titel kommer från låten med samma namn av punkbandet The Blue Hearts. Den handlar om en grupp skolflickor som bildar ett band för att uppträda på skolans kulturfestival, och har tre dagar på sig att öva.
Den här artikeln är helt eller delvis baserad på material från engelskspråkiga Wikipedia, Linda_Linda_Linda, tidigare version.